# Ramocze
Ramocze (tyb.: ར་མོ་ཆེ་དགོན་པ་, Wylie: Ra-mo-che Dgon-pa, ZWPY: Ramoqê Gönba; chiń.: 小昭寺, pinyin: Xiǎozhāosì) – jeden z najważniejszych klasztorów Lhasy. Stanowił istotne ogniwo w rozwoju wczesnej historii buddyzmu w Tybecie i związany był także z rozwojem stosunków chińsko-tybetańskich.

## Historia klasztoru
Budowę klasztoru przypisuje się chińskiej księżniczce Wencheng Gongzhu, żonie króla Tybetu Songcena Gampo, która wprowadziła buddyzm do Tybetu. Budowę klasztoru rozpoczęto w 641 roku. Budowany był przez Chińczyków sprowadzonych przez księżniczkę, co stwierdzają wczesne źródła tybetańskie. Wejście do klasztoru znajdowało się od strony wschodniej. Świątynia poświęcona była Buddzie „Dżoło”, którego wyobrażenie przywiozła księżniczka do Tybetu. Klasztor nosił epitet Chińskiego Tygrysa (tyb. rgya stag) Ra-mo-che, co miało wyraźne odniesienia do geomancyjnego schematu, którego detale zostały w przeciągu dziejów zagubione. Znajduje się w północno-zachodniej części Lhasy, na wschód od Potali i na północ od Dżokhang. Powierzchnia kompleksu to około 4000 m²
Ramocze był zawsze kojarzony z założeniem Lhasy i znany był także pod epitetem „Gya-tak” – „świątynia wybudowana przez Chińczyków” lub „związana z Chińczykami”.
W okresie panowania Mangsonga Mangcena (pan. 650-676) w obliczu groźby chińskiej inwazji, księżniczka Wencheng przeniosła figurę Dżoło do ukrytej kaplicy w klasztorze Dżokhang. Po 710 roku księżniczka Jincheng umieściła tę figurę w głównej kaplicy klasztoru Dżokhang. Natomiast w Ramocze zastąpiono figurę Dżoło figurą Dżoło Mikjo Dordże, małą brązową rzeźbą Buddy w wieku 8 lat, stworzoną przez Wikśwakarmana i przyniesioną do Lhasy przez nepalską księżniczkę Bhrikuti.
W XIII wieku świątynia została poddana gruntownej restauracji i rozbudowie, co zamieniło świątynię w klasztor, dzięki dodaniu przestrzeni na zgromadzenia wspólnoty Shidé.
W 1485 roku Kunga Dondup (1419-1486) ocalił Lhasę przed powodzią i w podzięce otrzymał klasztor Ramocze – na wieczne posiadanie. Klasztor stał się wtedy miejscem tantrycznego college’u, który założył dekadę wcześniej. Stał się on znany pod nazwą Gyutö („wyższy college tantryczny”). Społeczność Shidé zachowała opiekę nad kaplicą Dżoło aż do wydarzeń w roku 1862.
Z powodu swojego znaczenia klasztor był kilkakrotnie restaurowany i rozbudowywany. Szczególnie ważnej restauracji został poddany w czasie panowania V Dalajlamy (pan. 1642-1686) w roku 1674. Przebudowano wówczas dolne i wyższe piętra, budynek zgromadzeń, zewnętrzne i wewnętrzne mury wykorzystując oryginalne fundamenty. Było to konieczne, ponieważ klasztor zaczął stawać się ruiną.
W czasie zwalczania powstania w 1959 roku Ramocze został ostrzelany przez wojska chińskie, co spowodowało pożary. Wkrótce dziedziniec klasztoru został wykorzystany na więzienie dla schwytanych Tybetańczyków. W czasie rewolucji kulturalnej klasztor doznał kolejnych zniszczeń (np. uszkodzono figurę Dżoło Mikjo Dordże, którą zniszczoną znaleziono na wysypisku śmieci w Pekinie i po jej restauracji w 1985 roku została ponownie umieszczona w klasztorze) i zamieniono go miejsce zebrań. W latach 1967–1985 sanctum klasztoru zostało zamienione na świątynię Mao Zedonga. Według chińskiej archeolog Su Bai, drogocenne relikwie przechowywane w Ramocze do 1959 roku, zostały bezpowrotnie utracone.
Mnisi Gyutö obecnie dość często występują ze swoimi charakterystycznymi religijnymi pieśniami zarówno w klasztorze, jak i w Cukla-khang oraz w krajach Zachodniej Europy i w USA. Nagrywają również płyty.

## Architektura
Najważniejszym budynkiem klasztoru jest czerwony dwupiętrowy budynek w kształcie wieży zwieńczony złoconym baldachimowym dachem (tyb. rgya phib). Górował on kiedyś nad Lhasą i został uwieczniony na muralach ukazujących Lhasę zarówno na ścianach Potali, jak i Cukla-khang. Jest zbudowany na planie prostokąta i posiada charakterystyczne wykuszowe okna. Ramocze widziany z głównego wejścia prezentuje się obecnie jako budynek z płaskim dachem, co jest wynikiem przebudowy w połowie lat 50. XX wieku, gdy pomieszczenia wybudowano nad portykiem zasłaniając tym samym widok na budynek wieży. To spowodowało upodobnienie się do standardowej architektury klasztornej ukształtowanej w późniejszym okresie rozwoju buddyzmu w Tybecie, gdy umieszczano pomieszczenia do siedzenia ponad głównym wejściem.
Portyk posiada dwanaście wielokątnych filarów. Po jego minięciu dociera się do zadaszonego miejsca spacerów Nangkor z szeregiem młynków modlitewnych. Znajdują się tu także murale, które zostały odnowione w połowie lat 90. XX wieku. Za dwupanelowymi drzwiami znajduje się przejście do sali zgromadzeń. Po lewej stronie przejścia, nieco powyżej, znajduje się dwufilarowa kaplica obrońcy Sedong Gönpo (tyb. gön-khang). Jest to pewien wyjątek, bowiem kaplice obrońców zwykle nie znajdowały się po lewej stronie od wejścia. Jest ona oddzielona od przejścia właściwie tylko poręczą między filarami. Kaplica powstała w XIII wieku, jednak jej pierwotny kształt nie jest znany. Głowice filarów są całkowicie nietypowe – są zaokrąglone i przypominają ukształtowane na kwiat lotosu kamienne platformy pod drewniane filary, co było standardowym elementem architektury Tangów. Większe wsporniki filarów (tyb. gzhu) mają archaiczny kształt z prawie kwadratowymi medalionami z kwietnym wzorem w centrum. Nie wiadomo, z którego okresu pochodzą; mogą należeć do okresu imperialnego, ale prawdopodobnie pewniejsze jest ich przypisanie do okresu ponownego ustanowienia buddyzmu po X wieku, gdyż większość zachowanych podobnych elementów architektonicznych jest datowanych pomiędzy X a XIV wiekiem. Mniejsze wsporniki (tyb. be lo) ukształtowane są w formie dwóch chusrin (skt मकर makara) oraz oczu i uszu trzeciego zwierzęcia, prawdopodobnie  'dzi par (skt kirttimukha). Belka nad drugim filarem jest wspierana przez wyobrażenie jakszy. Jest to wyraźny anachronizm, gdyż wyobrażenia jakszów były standardowym elementem w klasztorach indyjskich, ale nie występowały w postimperialnej architekturze Tybetu.
Inne pomieszczenia tej części świątyni nie są dostępne publiczności.
Prostokątna sala zgromadzeń zawiera 28 filarów i posiada świetlik wspierany przez cztery wyższe filary (tyb. byar ka). Cztery filary na poziomie stropu zabezpieczają dodatkowe wsparcie dla świetlika i tworzą potrójne sklepienie łukowe (tyb. rnam thar sgo gsum) nad rejonem sanctum. Belki pod tylną sekcją świetlika są ozdobione 27 wyrzeźbionymi lwami. Jest to zgodne z wczesną indyjską architekturą buddyjską i stylistycznie odpowiada świątyni Cukla-khang w Lhasie, w której kilka rzędów lwów zostało wyrzeźbionych, jak się uważa, przez samego Songcena Gampo. Lwy w Rampocze są mniejsze i zostały wyrzeźbione według innego wzoru, jednak zostały odrestaurowane po 1985 roku i nie ma żadnego świadectwa jak wyglądały wcześniej.
Kolumny w sali zgromadzeń wydają się być stosunkowo nowe. Cztery filary wspierające świetlik są ozdobione malowanymi motywami kwiatu lotosu i chmur. Jest to niezwykłe, gdyż tybetańskie filary są zwykle malowane na czerwono i ozdobione jedynie przez powieszone wstęgi jedwabne lub dywany. Malowidła na ścianach są nowe i proste. Podłoga jest wyściełana wysokiej jakości polerowaną argą.
W końcowej swojej części sala zgromadzeń przechodzi w dwufilarowe sanctum otoczone przejściem spacerowym. Jest to rdzeń pierwotnego budynku. Przejście spacerowe nie posiada żadnych filarów. Wejście do kaplicy jest strzeżone przez figury czterech królów obrońców znajdujące się na flankach. Główną figurą kaplicy jest Dżoło Mikjo Dordże (skt Akszobhja-wadżra), popularnie opisywana jako podobizna Siakjamuniego w wieku 8 lat. Jest ona oflankowana przez świtę ośmiu służebnych bodhisattwów oraz dwóch obrońców, tak jak i w innych kaplicach okresu imperialnego.
Prawie kwadratowe sanctum z zadaszonym miejscem spacerowym i przylegające do sali zgromadzeń ma wzór w klasztorach indyjskich wybudowanych po V wieku. Tego typu rozwiązań nie spotyka się w klasztorach chińskich okresu Tang, w których rytuał okrążania był wykonywany wokół wolno stojącego ołtarza, znajdującego się w centrum lub w końcowej części wnętrza świątyni. Można więc przypuszczać, że chińscy budowniczowie Ramocze wzorowali się na architekturze indyjskich świątyń.
Czerwona wieża kryta złotym dachem i zawierająca trzy kaplice jedna nad drugą, jest dość odosobnionym przykładem architektury świątynnej. Niektóre zapiski z okresu postimperialnego stwierdzają, że Ramocze od samego początku miał trzykondygnacyjną strukturę krytą złotym baldachimowym dachem.
Kaplica znajdująca się nad sanctum przeszła gruntowny remont w 2002 roku. Wsporniki w tej kaplicy są przykładem archaicznego stylu „kwadratowych medalionów” z kwietnymi ozdobami. Ten styl jest zbliżony do wsporników gön-khang, jednak ich wzór jest bardziej podobny do późniejszego okresu. Ta kaplica pochodzi zatem sprzed XVII wieku, lub wybudowano ją w miejscu starszej kaplicy.
Nad tą kaplicą znajduje się ośmiofilarowa kaplica zwieńczona złotym baldachimowym dachem (tyb. rgya phib). Jest ona otoczona otwartym przejściem spacerowym. Przechowuje się w niej dawne drewniano-skórzane półki wyglądające jak rusztowanie, które były przed 1959 rokiem używane do prezentacji wielkich rzeźb z masła podczas noworocznego festiwalu Chö-nga Chöpa.
Cała wyższa kondygnacja klasztoru wykazuje klasyczne chińskie cechy architektoniczne. Naśladuje dokładnie zasady i proporcje udokumentowane w okresie Tang i porównywalne z najstarszymi istniejącymi do dziś świątyniami chińskimi, takimi jak np. Pawilon 10000 Buddów w Zhenguo si w Shanxi pochodzący z 963 roku. Tak więc górna fasada wieży jest klasycznie podzielona na trzy wykuszowe części i jest ozdobiona zewnętrznymi wspornikami dougong, co było charakterystyczna dla chińskiej architektury. Wsporniki wspierają szerokie okapy dachu.
Na oddzielnym odcinku górnej ściany, otynkowanej i pomalowanej, znajdują się dwie narożne kolumny oraz zestaw pięciu kolumn dougong. Dzisiejszy dach ma prostszą konstrukcję od bardzo skomplikowanego chińskiego systemu belek ping liang.
Ogólnie o architekturze Ramocze można powiedzieć, że parter jest wzorowany na stylu indyjskim, piętro środkowe – to archaiczny styl tybetański, a najwyższe piętro jest przykładem architektury chińskiej.

## Wideo
- Krótkie wideo z klasztoru
- Pokłony itd. w Ramocze

## Galeria

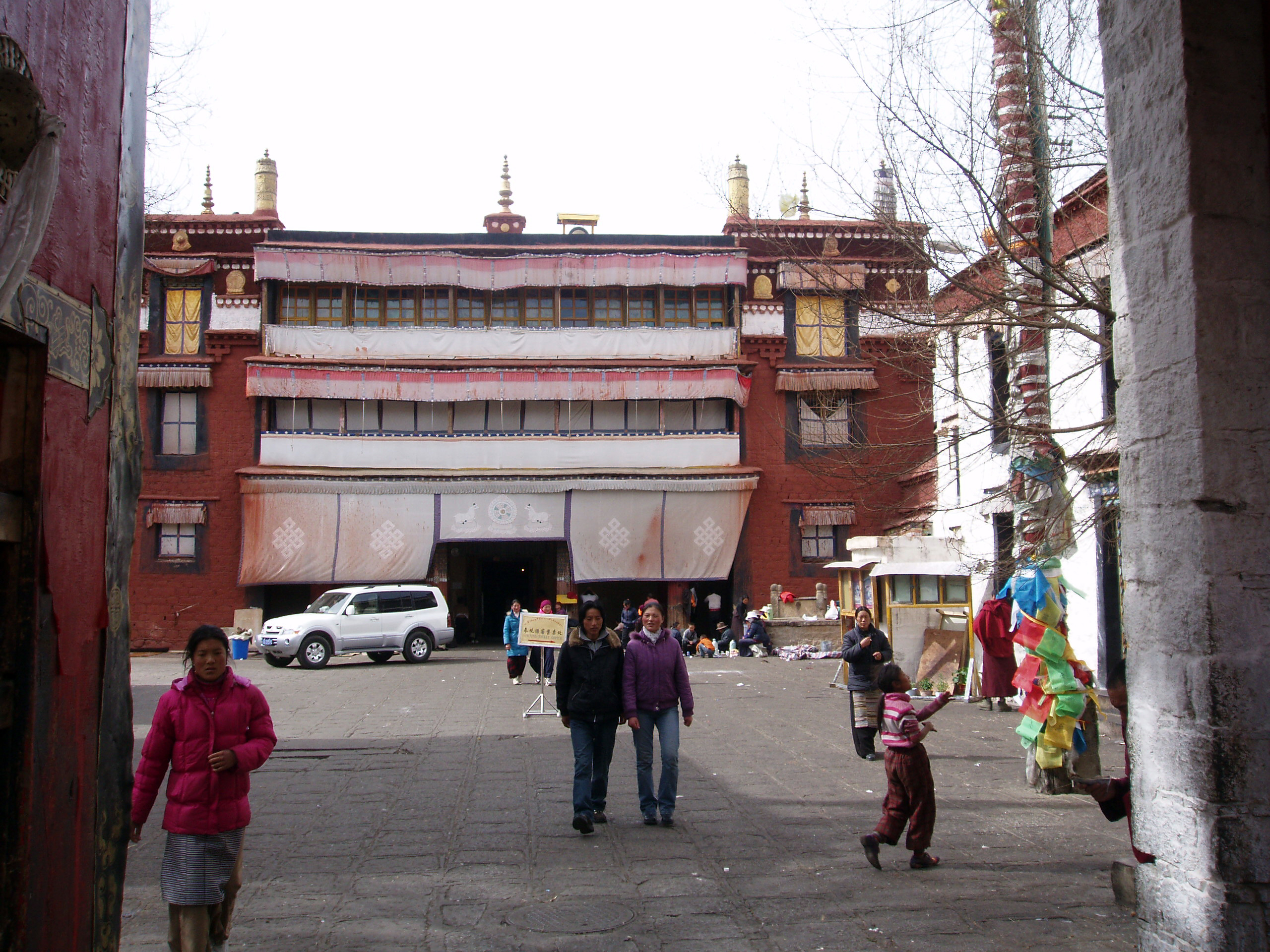
wejście do klasztoru
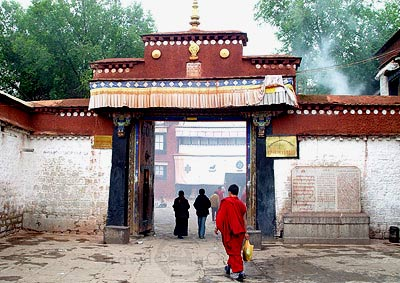
wejście
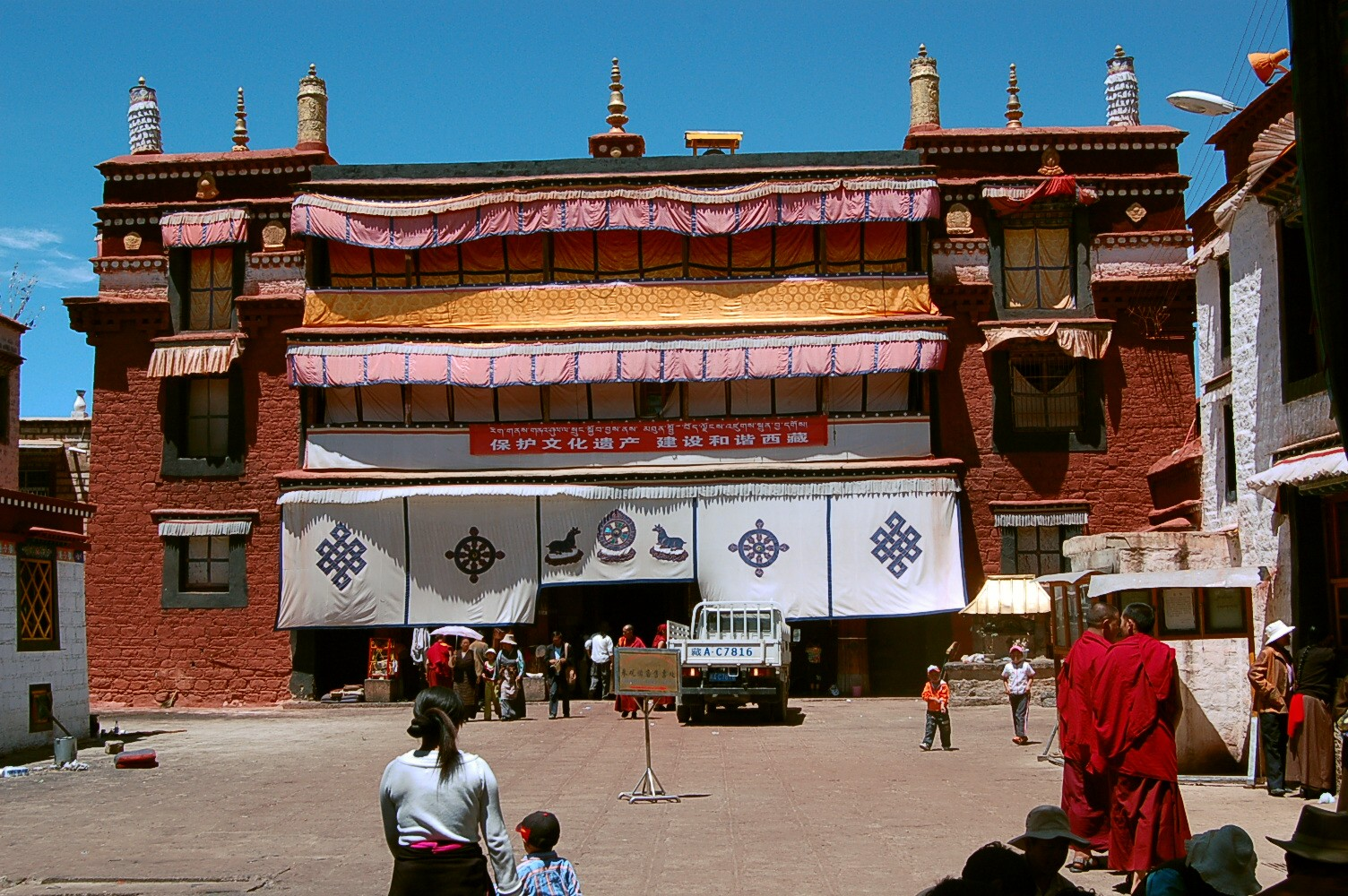
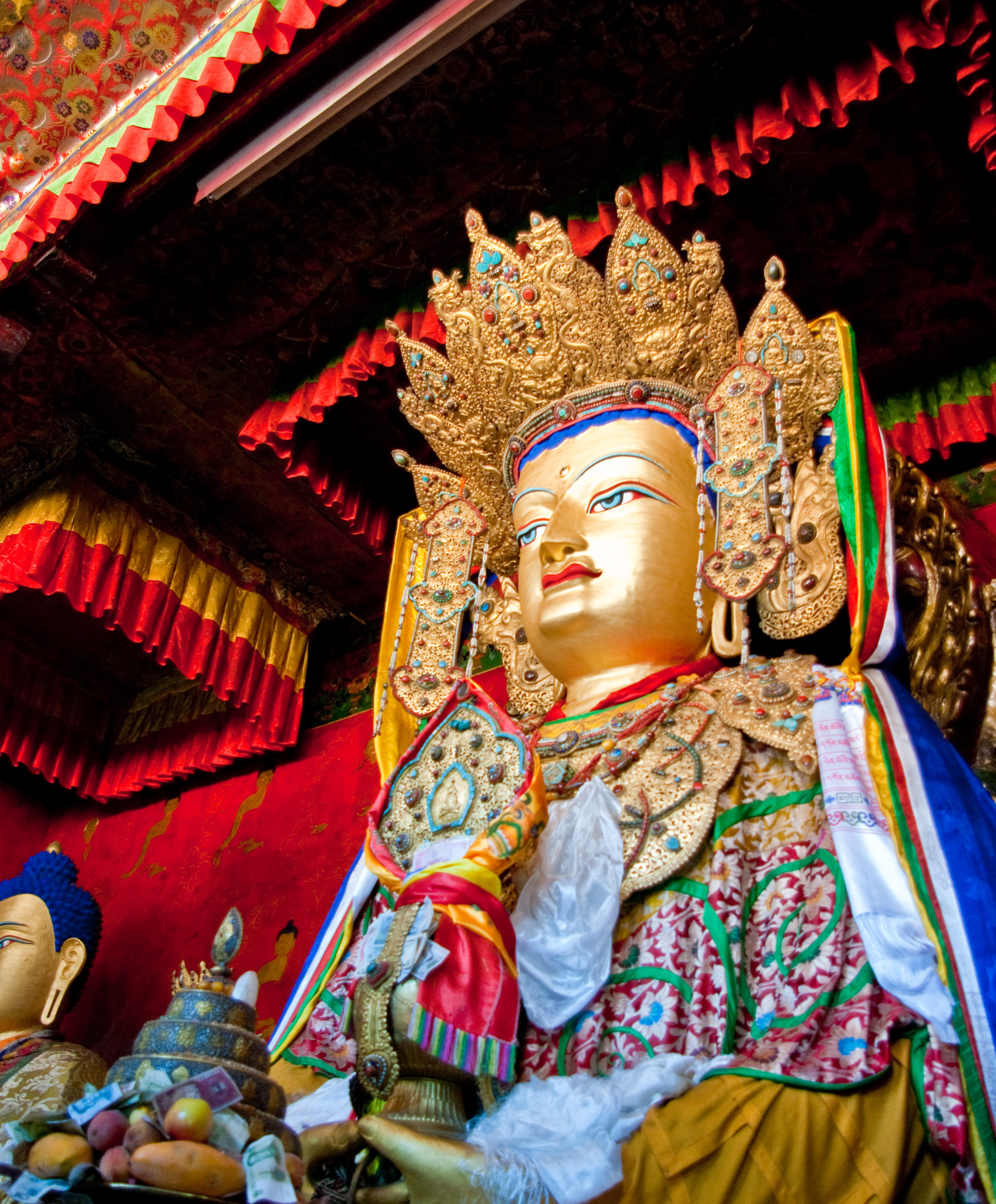
figura Dżoło Mikjo Dordże
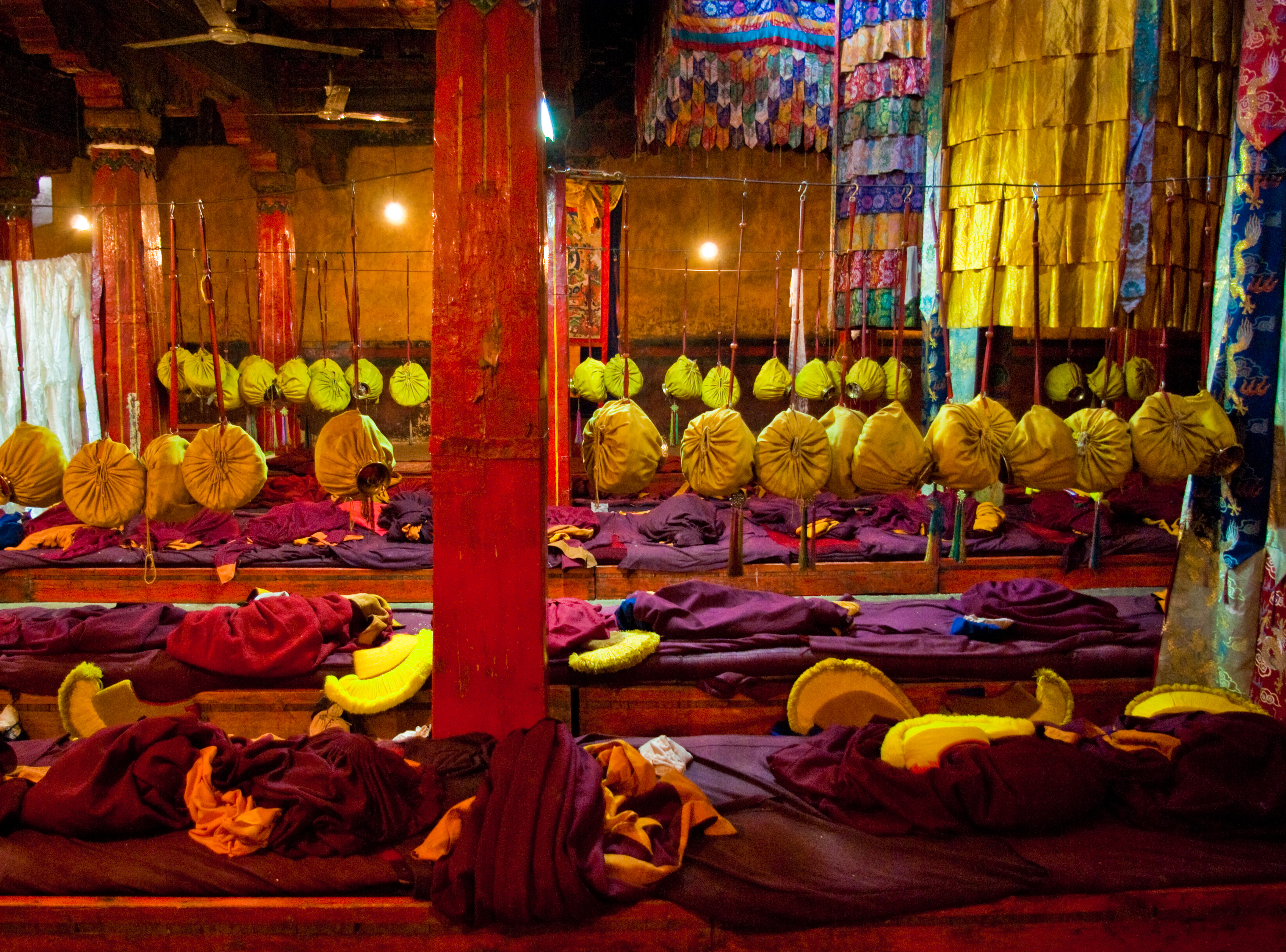